# 昇降舵

昇降舵による機体の仰角変化

昇降舵（しょうこうだ、英: elevator）は、飛行機の操縦に用いる動翼の一つ。エレベーターやエレベータと呼ばれることもある。
機体の左右軸を中心とした動きを制御し機首上げ、機首下げの姿勢にするために使う。主翼と尾翼を備えた一般的な形状の飛行機では、水平尾翼後部の動翼が昇降舵になる。

## 機首の上げ方
1. 操縦輪を引くか、操縦桿を手前に倒す。
2. 昇降舵の後縁側が上がり、水平尾翼に生じている下向き揚力[1]が増加する。
3. 重心まわりのモーメントを考えると、尾部が下がり、機首が上がる。

翼の可動部分については、水平尾翼後部のみが稼動するタイプが一般的だが、一部の機体では水平尾翼全体が可動する全遊動式（オールフライングテール/all flying tail）と呼ばれるタイプ、または両者の併用（大型旅客機）と様々ある。全遊動式のものは、スタビライザー（水平安定板/stabilizer）と昇降舵（エレベーター）を兼ねることから、スタビレーター（stabilator）とも呼ばれる。水平尾翼に昇降舵を組み合わせた場合、速度が音速付近に達すると昇降舵前縁で衝撃波が発生し、昇降舵付近が低圧となり結果として縦安定性の悪化に繋がってしまうため、これを解決するために考案されたのが全遊動式である。遷音速/超音速飛行での舵の利きが要求される戦闘機などの高速ジェット機や、トリムオフした際の抵抗が少ないことから巡航効率が要求される旅客機に採用されることが多い。
無尾翼機（水平尾翼を持たない航空機）では、主翼に昇降舵と補助翼（エルロン）の機能を兼ね備えたエレボン（elevon）と呼ばれる動翼を有する。これは左右の動翼を同一の方向に動かすことで昇降舵として、逆の方向に動かすことで補助翼として機能する。カナード付デルタ翼機など、他の昇降舵機構を有しているタイプでも併用されている場合が多い。
また、V字型の尾翼配置など一部の飛行機では方向舵（ラダー）と昇降舵の機能を兼ね備えたラダーベーター（ruddervator）と呼ばれる動翼を有する。水平・垂直尾翼を兼ねるため、形状としては上反角の付いたV字型の尾翼となる。操縦性に欠ける反面、安定性が高く抗力も少ないため、グライダーなどで使用されている。このような斜め尾翼はレーダー対策としても有効なため、F-117など一部のステルス機でも採用されている。